# Le Mystère de la chambre jaune (film, 1913)
Pour les articles homonymes, voir Le Mystère de la chambre jaune (homonymie).
Pour plus de détails, voir Fiche technique et Distribution.
Le Mystère de la chambre jaune est un court métrage muet français réalisé par Émile Chautard et Maurice Tourneur, sorti en 1913.
C'est la toute première version filmée du roman éponyme  de Gaston Leroux, paru en 1907.

## Synopsis
Une jeune femme, Mathilde Stangerson, est agressée par un mystérieux inconnu dans sa chambre (pourtant fermée à clef de l'intérieur).
Le jeune reporter Joseph Rouletabille finira par découvrir le fin mot de l’histoire.

## Fiche technique
- Réalisation : Émile Chautard, Maurice Tourneur
- Scénario : Maurice Tourneur, d'après le roman éponyme de Gaston Leroux
- Société de production : Société Française des Films Éclair
- Format : Noir et blanc – Film muet
- Durée : 32 minutes
- Date de sortie : France : 11 avril 1913

## Distribution
- Marcel Simon : Joseph Rouletabille
- Laurence Duluc : Mathilde Stangerson
- Paul Escoffier : Frédéric Larsan
- Jean Garat : Jean Roussel
- André Liabel : Robert Darzac
- Fernande van Doren
- Maurice de Féraudy
- Devalence